# An Thạnh 2
An Thạnh 2 là một xã thuộc huyện Cù Lao Dung, tỉnh Sóc Trăng, Việt Nam.

## Địa lý
Xã An Thạnh 2 nằm ở trung tâm huyện Cù Lao Dung, có vị trí địa lý:
- Phía đông giáp xã An Thạnh Đông và tỉnh Trà Vinh
- Phía tây giáp xã Đại Ân 1
- Phía nam giáp xã An Thạnh 3 và xã Đại Ân 1
- Phía bắc giáp thị trấn Cù Lao Dung và xã An Thạnh Đông.

Xã An Thạnh 2 có diện tích 25,26 km², dân số năm 2022 là 10.342 người, mật độ dân số đạt 409 người/km².

## Hành chính
Xã An Thạnh 2 được chia thành 7 ấp: Bình Danh A, Bình Danh B, Bình Du A, Bình Du B, Phạm Thành Hơn A, Phạm Thành Hơn B, Sơn Ton.

## Lịch sử
Ngày 11 tháng 1 năm 2002, Chính phủ ban hành Nghị định số 04/2002/NĐ-CP về việc:
- Chuyển xã An Thạnh 2 thuộc huyện Long Phú về huyện Cù Lao Dung mới thành lập quản lý.
- Thành lập thị trấn Cù Lao Dung (thị trấn huyện lỵ huyện Cù Lao Dung) trên cơ sở 905,7 ha diện tích tự nhiên và 5.148 người của xã An Thạnh 2.
- Thành lập xã An Thạnh Đông trên cơ sở 4.195,84 ha diện tích tự nhiên và 9.159 người của xã An Thạnh 2.

Sau khi điều chỉnh địa giới hành chính, xã An Thạnh 2 còn lại 2.217,87 ha diện tích tự nhiên và 6.761 người.
Ngày 4 tháng 10 năm 2016, Thủ tướng Chính phủ ban hành Quyết định số 1900/QĐ-TTg về việc công nhận xã An Thạnh 2 là xã đảo.